# 2014年亚美尼亚米-24直升机击落事件
2014年11月12日，阿塞拜疆军队击落了一架亚美尼亚米-24直升机，机上3名成员全部死亡。此次击落事件是纳戈尔诺-卡拉巴赫冲突的一部分。

## 事件概要
亚美尼亚方面称，被击落的直升机属于反政府武装力量阿尔察赫国防军，其正在参加长达一星期的双方联合军事演习。而阿塞拜疆国防部称直升机属于亚美尼亚军队并准备袭击阿塞拜疆阿格达姆的民众，而亚美尼亚和阿尔察赫均声明该直升机未经武装，且未进入阿塞拜疆空域。
英国记者、分析师托马斯·德·瓦尔称，这架飞机是在“两军之间的无人地带”被击落的，且“并没有攻击阿塞拜疆军队，但显然闯入了双方商定的长达5公里的非官方停火地带”。他认为这次击落是“停火20多年来最严重的军事事件”。同日，阿塞拜疆媒体播出了一段展示击落过程的影片，影片中可见两架米-24直升机平行于两双方接火线飞行，突然，一发SA-18防空导弹射中了其中一架直升机。
击落事件发生后，亚美尼亚方面声称阿塞拜疆军队继续向坠落地点开火，导致亚美尼亚军队数日无法运出被害者遗体。11月22日，根据亚美尼亚提供的消息，亚美尼亚特种部队成功地运出了全部三具遗体以及飞机的一部分。亚美尼亚声称行动当中两名企图阻碍取回遗体的阿塞拜疆军人被射杀，阿塞拜疆一方没有伤亡。阿塞拜疆国防部指出坠落地点属于该国领土。该国航空专家声明那段直升机被击落的影片实际上是编辑剪辑过的。
射落米-24直升机的阿塞拜疆士兵伊尔科夫·穆拉朵夫因其“杰出贡献”被授予奖章。
亚美尼亚国防部的官方报纸确认被击杀的3名军人曾在埃里温的军事航空学院受训。根据亚美尼亚提供的消息，该国总统谢尔日·萨尔基相、总理奥维克·阿布拉米扬和国防部长赛伦·奥尼安在埃里温圣萨尔基斯教堂参加了告别仪式，遗体于11月25日安葬。

## 各方反应
- 亞美尼亞：亚美尼亚外交部“强烈谴责”本次击落，认为阿塞拜疆“违反了近期会议上以和平方式解决冲突的承诺”。亚美尼亚国防部警告称，这次事件导致两国关系前所未有的紧张，“会对阿塞拜疆造成严重伤害”[2]。
- ：阿塞拜疆外交部在事发8天后发布的声明中指出“亚美尼亚空军（英语：Armenian Air Force）的两架米-24直升机接近了阿塞拜疆军队在阿格达姆坎加利区附近设立的营地并作出进攻性的盘旋”，被击落的直升机“属于亚美尼亚军队设在埃瑞布尼城堡附近的15号空军基地，其机组成员是亚美尼亚空军的军人”。阿塞拜疆还引用了1993年通过的联合国安全理事会第853号决议（英语：United Nations Security Council Resolution 853）作为回应。